# Maro Engel
Maro Engel (ur. 27 sierpnia 1985 w Monachium) – niemiecki kierowca wyścigowy.

## Kariera
Engel rozpoczął karierę w wyścigach samochodowych w roku 2001, od startów w Formule BMW Junior, gdzie trzykrotnie zwyciężał i dziewięciokrotnie stawał na podium. Z dorobkiem 203 punktów uplasował się na najniższym stopniu podium klasyfikacji generalnej. W późniejszych latach startował także w Formule BMW ADAC, Formule 3 Euro Series, Niemieckiej Formule 3, Włoskiej Formule 3000, Masters of Formula 3, Grand Prix Makau, Brytyjskiej Formule 3 (wicemistrz w 2007 roku), Deutsche Tourenwagen Masters, International GT Open, Australian GT Championship oraz w V8 Supercars.
W Formule 3 Euro Series wystartował w 2003 roku ze szwajcarską ekipą Opel Team KMS. Jednak w żadnym z ośmiu wyścigów, w których wystartował, nie zdołał zdobyć punktów.